# Oskar Fabian

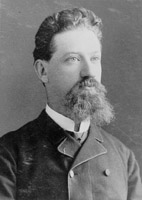
Oskar Fabian

Oskar Fabian (* 28. Februar 1846 in Nowy Dwór bei Warschau; † 28. Oktober 1899 in Lemberg) war ein polnischer Physiker und Mathematiker.

## Leben
Fabian studierte in Warschau und ab 1868 an der Universität Wien, an der er 1870 promoviert wurde und seinen Abschluss als Lehrer für Mathematik und Physik erhielt. 1870/71 war er an der Universität Heidelberg. Von 1871 bis 1873 war er Lehrer an der Realschule in Lemberg. Ab 1872 war er Privatdozent in Lemberg, mit zwei Habilitationsschriften, eine über Konvergenz und Divergenz unendlicher Reihen, die andere über Lichtbrechung. Ab 1873 war er außerordentlicher Professor und ab 1881 ordentlicher Professor für mathematische Physik an der Universität Lemberg (auf dem ersten Lehrstuhl für theoretische Physik an der Universität Lemberg). 1884/85 und 1896/97 war er Dekan der philosophischen Fakultät. Von 1876 bis 1881 lehrte er außerdem am Polytechnikum. Sein Nachfolger an der Universität war Marian Smoluchowski.
Er veröffentlichte über Meteorologie, auch in Bezug zur Tatra und zu den Alpen, Gravitation, Oberflächenspannung, Eigenschaften von Wasser und Eis, Ausbreitung von Licht, Eigenschaften strahlender Materie, Diffusion, Reibung in Gasen, Konvergenz unendlicher Reihen und Logarithmen. Im Jahr 1886 veröffentlichte er einen Abriss der analytischen Mechanik und 1876 ein – neben polnisch auch auf Deutsch erschienenes – Mathematiklehrbuch für Mittelschulen.
1882/83 war er Präsident der Copernicus Naturforscher-Gesellschaft in Lemberg. Am 21. November 1885 wurde Oskar Fabian unter der Präsidentschaft von Hermann Knoblauch unter der Matrikel-Nr. 2552 als Mitglied in die Kaiserliche Leopoldino-Carolinische Deutsche Akademie der Naturforscher aufgenommen.